# 徐文英
徐文英（1450年—1511年），字景華，河南汝寧府西平縣人，明朝政治人物。

## 生平
成化二十三年（1487年）丁未科進士。歷官户部浙江司郎中，弘治十四年（1501年）四月升陝西苑馬寺少卿。遷长芦盐运使，正德三年（1508年）二月被罢黜。正德六年（1511年），流寇攻陷西平，文英死難。事聞，朝廷追贈太僕寺卿。

## 家族
曾祖父徐有才；祖父徐寧；父徐忠，母董氏。慈侍下。